# Жилец (фильм, 1927)
«Жилец» (англ. The Lodger: A Story of the London Fog; альтернативное название англ. The Case of Jonathan Drew) — немой остросюжетный фильм режиссёра Альфреда Хичкока, снятый в 1927 году. Сценарий написан по одноимённому роману Мари Беллок Лаундз и пьесе «Кто он?» (англ. Who Is He?), соавтором которой также была Лаундз. Фильм озвучен в 1999 году композитором Эшли Ирвином. Исследователи предполагают, что в основе сюжета всех этих произведений лежит устный автобиографический рассказ британского художника Уолтера Сикерта
По словам Хичкока, сказанным им в интервью Франсуа Трюффо, при создании фильма были сложности с восприятием зрителями характеров персонажей Айвора Новелло, исполнителя главной роли. В то время актёр был в Англии кумиром «детских утренников», и замысел режиссёра мог не удаться «потому, что амплуа исполнителя не позволяет ему изобразить злодея».

## Сюжет
В Лондоне объявился новый серийный убийца, нападающий по ночам на молодых блондинок и оставляющий на месте преступления клочки бумаги с подписью «Мститель». В то время, как весь город взбудоражен этими событиями, в одном из домов появляется мужчина с признаками нервного расстройства и снимает там комнату. Владельцы дома, их дочь Дейзи и её возлюбленный Джо, полицейский, расследующий серию убийств, обращают внимание на странное поведение нового жильца.

## В ролях
- Айвор Новелло — жилец
- Джун Трипп (англ.) — Дейзи, дочь домовладелицы
- Мэри Олт (англ.) — домовладелица
- Артур Чесни — муж домовладелицы
- Малкольм Кин — Джо, полицейский детектив
- Реджинальд Гардинер — танцор на балу (нет в титрах; дебютная роль)
- Ив Грэй — жертва (нет в титрах)
- Альфред Хичкок — сидит в редакции газеты спиной к экрану (нет в титрах; дебютное камео)
- Альма Ревиль — женщина у радиоприёмника (нет в титрах)

## Факты
- «Жилец» вышел в прокат в начале 1927 года и имел большой успех у публики и критики. Кинокритик из Daily Mail назвал фильм «блестящим», журнал The Bioscope отозвался о нём как о «лучшем фильме за всю историю британского кино», а журнал Picturegoer даже назвал его Альфредом Великим[4].
- В этом фильме по мнению Хичкока он впервые опробовал свой стиль: «Не ошибусь, сказав, что „Жилец“ стал первой моей картиной»[3].
- В 1956 году Хичкок снял фильм «Человек, который слишком много знал», ремейк одноимённого фильма 1934 года и на вопрос Трюффо, если бы он хотел заново экранизировать один из своих старых сценариев, что бы он выбрал, Хичкок ответил: «„Жилец“, который я поставил в 1926 году. Лондонская семья подозревает, что в их доме поселился Джек-потрошитель — прекрасная история, снятая без звука, ставшая потом основой для фильмов двух других режиссёров»[3].